# José Rubio de Villegas (hijo)
José Rubio de Villegas fue un pintor y litógrafo español de la segunda mitad del siglo XIX.

## Biografía
Pintor de la segunda mitad del siglo XIX, fue hijo y discípulo del igual llamado José Rubio de Villegas. Nació en Madrid y fue discípulo de la Academia de San Fernando. En la Exposición de Bellas Artes de 1856 presentó Un retrato, y en la de 1858 Un estercolero. En 1860 hizo algunas litografías que formaron parte de un álbum dedicado a recordar la guerra de África. Fueron también de su mano algunas muy notables de las que ilustran la Historia del Escorial, de Rotondo, reproducciones de los techos de dicho edificio.